# 花朝節
花朝節，又稱花神節，或稱作百花生日，是中國傳統的節日。其時間在各朝代地區不同，中國早期以農曆二月十二或二月十五為花朝節。清代以後則一般北方以二月十五為花朝，而南方則以二月十二日為花朝節，與南北氣候不同有關。西南原住民族則以二月初二為花朝節。花朝節的風俗各地也有所不同，有種花、賞花等。

## 历史
花朝节具体的形成年份不明、其起源亦有泛靈論产生的植物崇拜思想、踏春游赏风俗等多种说法，但“花朝”一词在南北朝时代的文学作品中即有出现，原意为百花盛开的早晨，用以代指美好的时光与事物。
|                       | 花朝月夜动春心 谁忍相思不相见 |
| 梁元帝（508年—554年） |                               |

唐代以来，随着花卉业的进一步发展，赏花风俗开始盛行，但直到宋朝才开始形成节日，其时间因各种花的花期而异，并未成为固定的节日，南宋末年，“花朝”一词开始大量出现于诗文中，吴自牧《夢粱錄》、孟元老《东京梦华录》等笔记中均有提及花朝节及其景况。

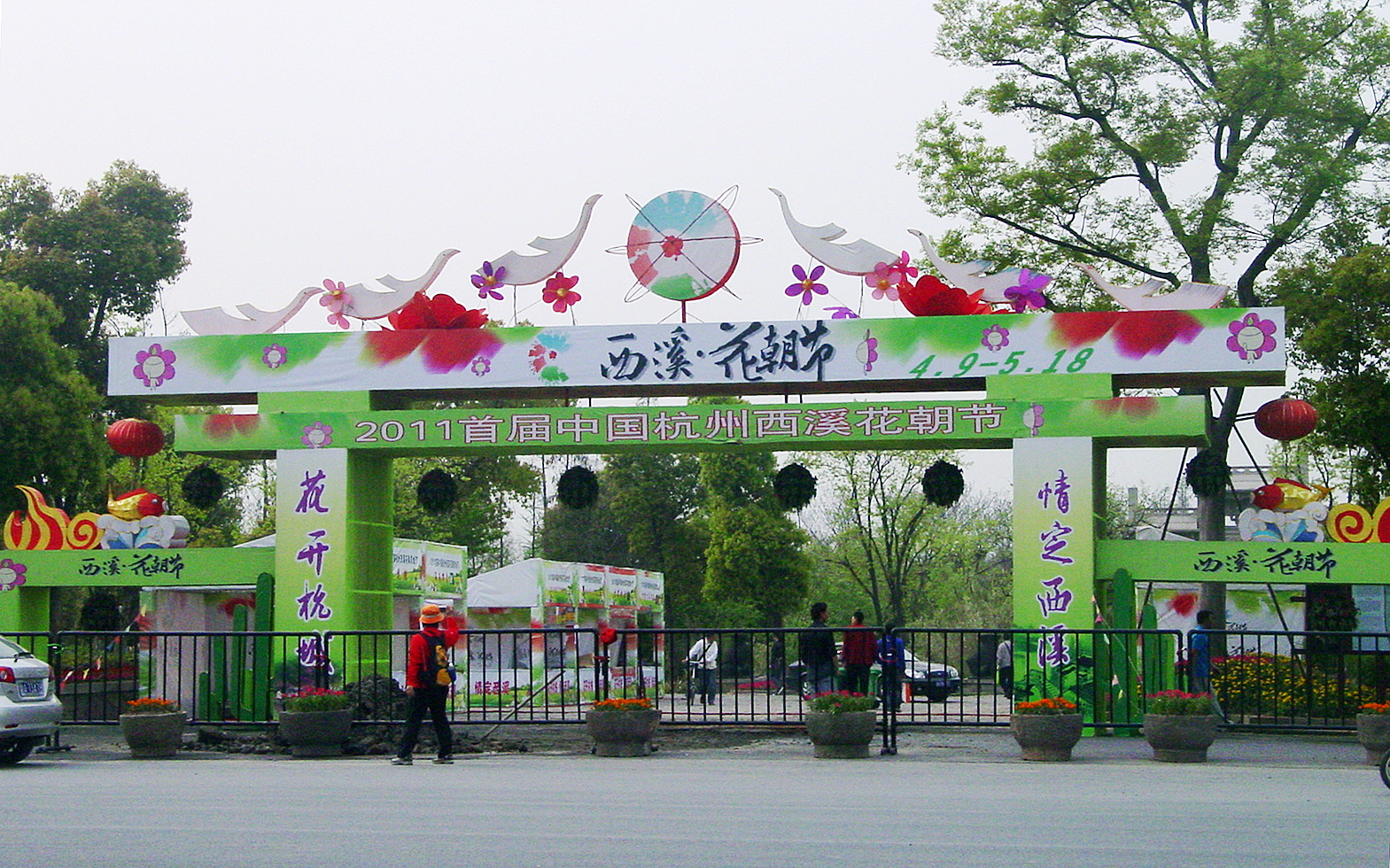
杭州西溪湿地公园内举行花朝节

至元朝时期，花朝节也被称为“踏青节”，在史书及地方志中也多被提及，明代更成为国定假日，还增加了祭祀花神等文化习俗，各地也开始兴建花神庙，并有花农、花匠前来祭祀，以求百花盛开、花市兴隆，花神与花朝节开始出现交集。马中锡《宣府志》亦载：“花朝节，城中妇女剪彩为花，插之鬓髻，以为应节。”在此节日期间，人们结伴踏青，姑娘们剪五色彩纸粘在花枝上，称为“赏红”或"护花"。但在清朝以降，因小冰期带来的气温降低以及国内的政治动乱，花朝节的风俗逐渐衰落，在中华人民共和国建立初期，花朝节更因为被视为封建迷信行为而遭到禁止，趋于消亡。进入21世纪后，花朝节则随着汉服运动等社會文化運動的兴起而受到重视，在中国大陆都市的漢族青年中开始再度流行。